# The Game Awards 2021
The Game Awards 2021 fue una entrega de premios que galardonó a los mejores videojuegos de 2021. El evento fue presentado por Geoff Keighley, creador y productor de The Game Awards, y se celebró ante un público invitado en el Microsoft Theater de Los Ángeles el 9 de diciembre de 2021. La ceremonia previa fue presentada por Sydnee Goodman. El evento se retransmitió en directo a través de más de 40 plataformas digitales. Contó con actuaciones musicales de Imagine Dragons, J.I.D, Darren Korb y Sting, y presentaciones de invitados famosos como Reggie Fils-Aimé, Keanu Reeves, Ben Schwartz y Ming-Na Wen. Activision Blizzard fue excluida del espectáculo fuera de sus juegos nominados después de que la empresa fuera demandada por el Departamento de Empleo Justo y Vivienda de California por acusaciones de acoso sexual y discriminación de empleados en julio de 2021; los comentarios de Keighley sobre la empresa recibieron algunas críticas.
Deathloop lideró la gala con nueve nominaciones; ganó Mejor Dirección de Juego y Mejor Dirección Artística. Forza Horizon 5 e It Takes Two empataron en el palmarés con tres galardones, y este último ganó el premio al Juego del año. Marvel's Guardians of the Galaxy recibió el premio a la mejor narrativa, y Maggie Robertson el de mejor interpretación por su papel de Lady Dimitrescu en Resident Evil Village. Durante la feria se anunciaron varios juegos nuevos, como Alan Wake 2, The Expanse: A Telltale Series y Sonic Frontiers, y se estrenaron los primeros tráilers completos de Halo y Sonic 2, la película. El espectáculo fue visto por más de 85 millones de streams, la mayor cifra de su historia hasta la fecha. Recibió críticas dispares, con algunos elogios dirigidos a los anuncios de nuevos juegos y críticas por su duración y por centrarse en los anuncios más que en los premios.

## Antecedentes
Como en anteriores ediciones de The Game Awards, el presentador y productor fue el periodista canadiense Geoff Keighley, mientras que Sydnee Goodman se encargó de la presentación previa, de 30 minutos de duración. Tras el éxito de The Game Awards 2020 —que se retransmitió virtualmente debido a la pandemia de COVID-19—, Keighley recibió sugerencias para seguir el mismo formato; hacia mediados de 2021, decidió que el espectáculo volvería a ser un evento presencial en el Microsoft Theater de Los Ángeles, ya que «echaba mucho de menos la energía de la gente aceptando sus premios en directo y las reacciones». Se pusieron en marcha varios protocolos de seguridad, como reducir a la mitad la asistencia de personas vivas, imponer vacunas y exigir mascarillas; también se establecieron planes de contingencia en caso de variantes inesperadas de COVID-19 u otros problemas. Keighley se mostró entusiasmado por volver al evento presencial, afirmando que era la primera vez en dos años que el sector podía reunirse.
The Game Awards se asoció con Spotify para producir un podcast de cuatro episodios titulado Inside the Game Awards, presentado por Keighley y en el que participan Tina Amini de IGN, Jeff Gerstmann de Giant Bomb, y Keza MacDonald, de The Guardian; se emitió semanalmente a partir del 22 de noviembre de 2021, con episodios centrados en la historia del espectáculo y las actuaciones musicales, los nominados de 2021 y un resumen posterior al espectáculo. The Game Awards 2021 fue el segundo certamen en presentar Future Class, una lista de personas de toda la industria del videojuego que mejor representan el futuro de los videojuegos; entre los galardonados se encontraban profesionales del sector como la productora de Capybara Games Farah Coculuzzi, la responsable de marketing social de Xbox Hailey Geller, la redactora jefe de Gayming Magazine Aimee Hart, la activista por los derechos de los discapacitados Amy Kavanagh y la directora narrativa de Deck Nine Games Felice Kuan.
La producción ejecutiva corrió a cargo de Keighley y Kimmie Kim, con LeRoy Bennett como director creativo y Richard Preuss como director. La presentación se emitió el 9 de diciembre de 2021, en directo a través de más de 40 plataformas en línea. El programa se asoció con Nodwin Gaming para su distribución en la India, donde se emitió en plataformas como Disney+, Jio TV, MTV India, MX Player y Voot. It was available to watch in the interactive environment of Axial Tilt, built within the video game Core; los jugadores podían interactuar con la alfombra roja antes del evento y con una fiesta virtual después. Varios días antes del espectáculo, Alice O'Connor de Rock, Paper, Shotgun describió la experiencia como «aburridísima», lo que, en su opinión, «encaja perfectamente» con The Game Awards.

### Relación con Activision Blizzard
Keighley dijo que estaba reevaluando la relación del programa con Activision Blizzard después de que la compañía fuera demandada por el Departamento de Empleo Justo y Vivienda de California por acusaciones de acoso sexual y discriminación de empleados en julio de 2021, y agregó que quería que el programa apoyara a los empleados y desarrolladores sin disminuir los logros individuales; Ethan Gach de Kotaku caracterizó la declaración de Keighley como una negativa a «tomar partido», y señaló que la junta asesora del programa incluía al presidente de Activision, Rob Kostich. Tras algunas críticas, Keighley declaró que Activision Blizzard no participaría en la ceremonia fuera de sus juegos nominados, y escribió que el espectáculo se comprometía a «trabajar juntos para construir un entorno mejor y más inclusivo».
Antes del acto, algunos empleados de Activision Blizzard y simpatizantes se apostaron frente al Microsoft Theater para protestar por el reciente despido de unos 20 trabajadores de la filial Raven Software. Al principio del programa, Keighley denunció los abusos en la industria; Gach de Kotaku criticó la declaración de Keighley, señalando que no se refería a Activision Blizzard por su nombre y que su declaración no «ampliaba significativamente» sus compromisos prometidos, y Rich Stanton de PC Gamer lo describió como «la declaración que se espera de un productor que no quiere adoptar ninguna postura que amenace las valiosas relaciones de la industria». Stanton y Jason Schreier de Bloomberg News señalaron la hipocresía que supone seguir la declaración de Keighley con el anuncio de un juego de Quantic Dream, un estudio acusado de una cultura laboral hostil de racismo, sexismo y mala conducta. Keighley declaró que quería asegurarse de que la difusión de un mensaje estuviera equilibrada con la naturaleza optimista del programa; dijo que utilizar su plataforma para reprender el mal comportamiento es «siempre algo en lo que merece la pena pensar, pero no es un referéndum sobre la industria».

### Anuncios
Según Keighley, en la feria se presentaron unos 50 juegos, con nuevos anuncios «probablemente de dos dígitos»; más tarde afirmó que habría seis grandes revelaciones y varios avances de películas. Afirmó que había sido un año muy ajetreado para los lanzamientos de anuncios, y señaló que la popularidad y accesibilidad de la feria hacían que más desarrolladores y editores buscaran participar en ella. Keighley afirmó que algunos estudios tenían peticiones específicas para la ubicación de sus anuncios dentro de la feria, pero él decidió aproximadamente un mes antes dar cabida a todas las propuestas. En su opinión, algunos de los juegos anunciados aprovechaban por primera vez las ventajas de la nueva generación de consolas. Keighley señaló que la muestra intentaría incluir medios relacionados, como programas de televisión y películas; los primeros tráilers completos de la serie de televisión Halo y de la película Sonic 2, la película se estrenaron durante el programa. Keighley described the show as "half an awards show and half a look into the future". Se anunciaron los juegos lanzados y los de próxima aparición:
- A Plague Tale: Requiem
- Babylon's Fall
- Chivalry 2
- Cuphead: The Delicious Last Course
- Destiny 2: The Witch Queen
- Elden Ring
- Evil West
- Fall Guys
- Final Fantasy VII Remake Intergrade
- Forspoken
- Genshin Impact
- Homeworld 3
- Horizon Forbidden West
- The King of Fighters XV
- Lost Ark
- The Matrix Awakens
- Monster Hunter Rise
- Persona 4 Arena Ultimax
- Planet of Lana
- Senua's Saga: Hellblade II
- Somerville
- Suicide Squad: Kill the Justice League
- Tchia
- Tunic
- Warhammer: Vermintide 2

Entre los nuevos juegos anunciados durante la ceremonia figuran:
- Alan Wake II
- Among Us VR
- ARC Raiders
- Dune: Spice Wars
- The Expanse: A Telltale Series
- Have a Nice Death
- Nightingale
- Rumbleverse
- Slitterhead
- Sonic Frontiers
- [Star Trek: Resurgence
- Star Wars Eclipse
- The Texas Chainsaw Massacre
- Thirsty Suitors
- Warhammer 40,000: Space Marine 2
- Wonder Woman

## Ganadores y nominados
Los nominados se anunciaron el 16 de noviembre de 2021. Cualquier juego lanzado para el consumo público el 19 de noviembre de 2021 o antes podía ser considerado. Los nominados fueron seleccionados por un jurado compuesto por miembros de 103 medios de comunicación de todo el mundo. Los ganadores se determinaron entre el jurado (90 por ciento) y la votación del público (10 por ciento); esta última se realizó a través de la página web oficial y en plataformas de medios sociales como Facebook, Twitter y Bilibili hasta el 8 de diciembre. La excepción es el premio La Voz del Jugador, totalmente nominado y votado por el público; el ganador se anunció el 8 de diciembre tras tres rondas de votaciones. Jurados especializados decidieron los nominados y ganadores de categorías como accesibilidad y deportes electrónicos. La votación para la categoría de mejor equipo de esports también se realizó a través del servidor Discord del programa y mediante mensajes directos en Twitter. En la web oficial se enviaron más de 23,2 millones de votos, un 27 % más que el año anterior.
Keighley descubrió que el hecho de ser el dueño del programa le había llevado a recibir culpas por los desaires en las nominaciones, a pesar de no haber participado en el proceso de votación. En cuanto a los posibles ganadores, Keighley opinó que «este año cualquiera puede ganar» pero, como productor del programa, prefiere programas como The Game Awards 2018 con la rivalidad entre God of War y Red Dead Redemption 2. Señaló que en el futuro podrían añadirse premios a las adaptaciones y a los contenidos generados por los usuarios, pero opinó que «aún no hay suficientes».

### Premios
Los ganadores aparecen en primer lugar, resaltados en negrita e indicados con una doble daga (‡).

#### Videojuegos
| Juego del año | Mejor dirección de juego |
| --- | --- |

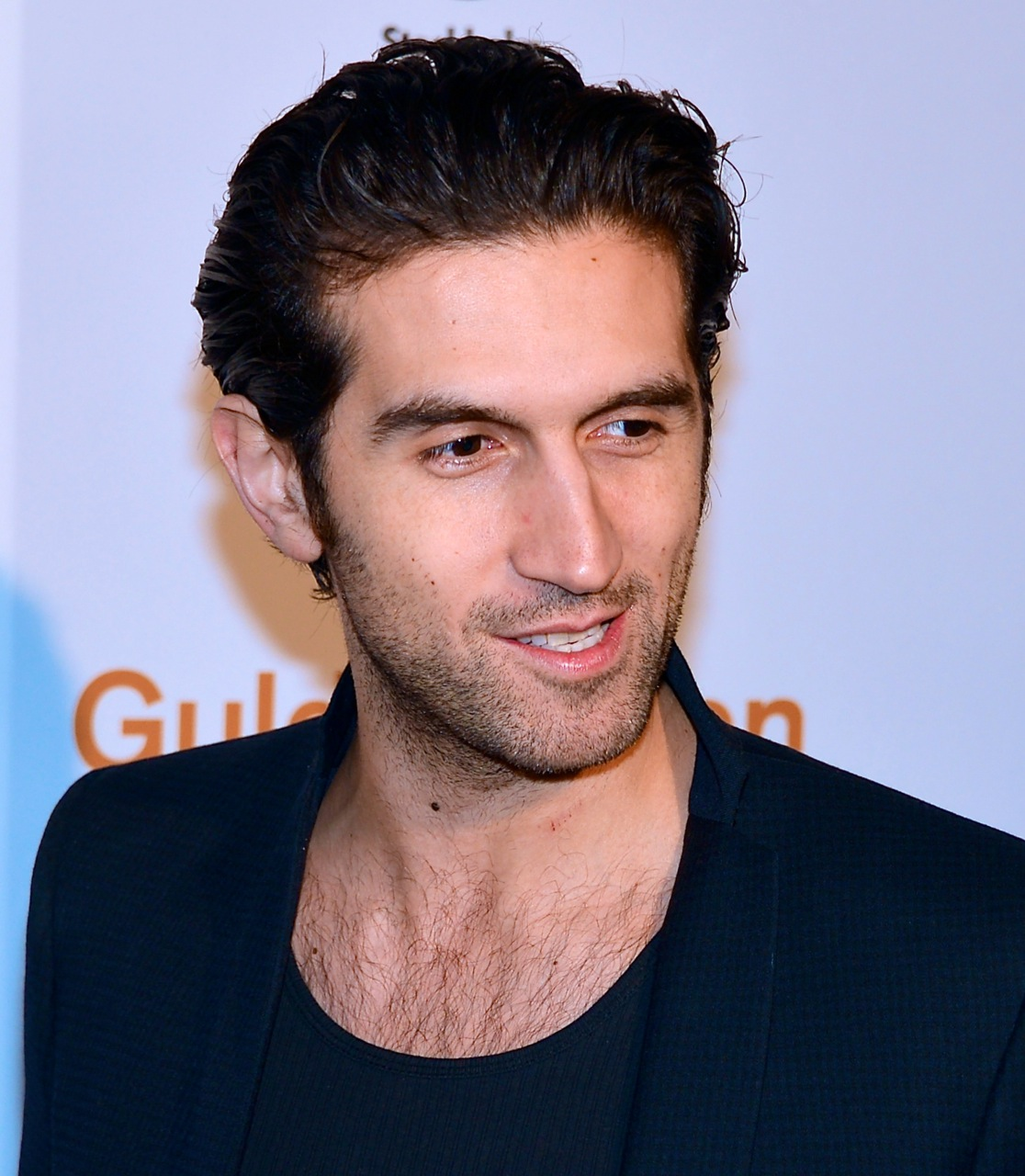
Josef Fares, director de juego de It Takes Two, recogió el premio al Juego del año.

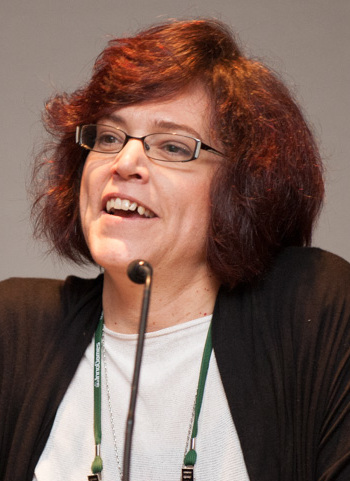
Mary DeMarle ganó el premio a la Mejor Narrativa por Marvel's Guardians of the Galaxy, junto a Jean-François Dugas.

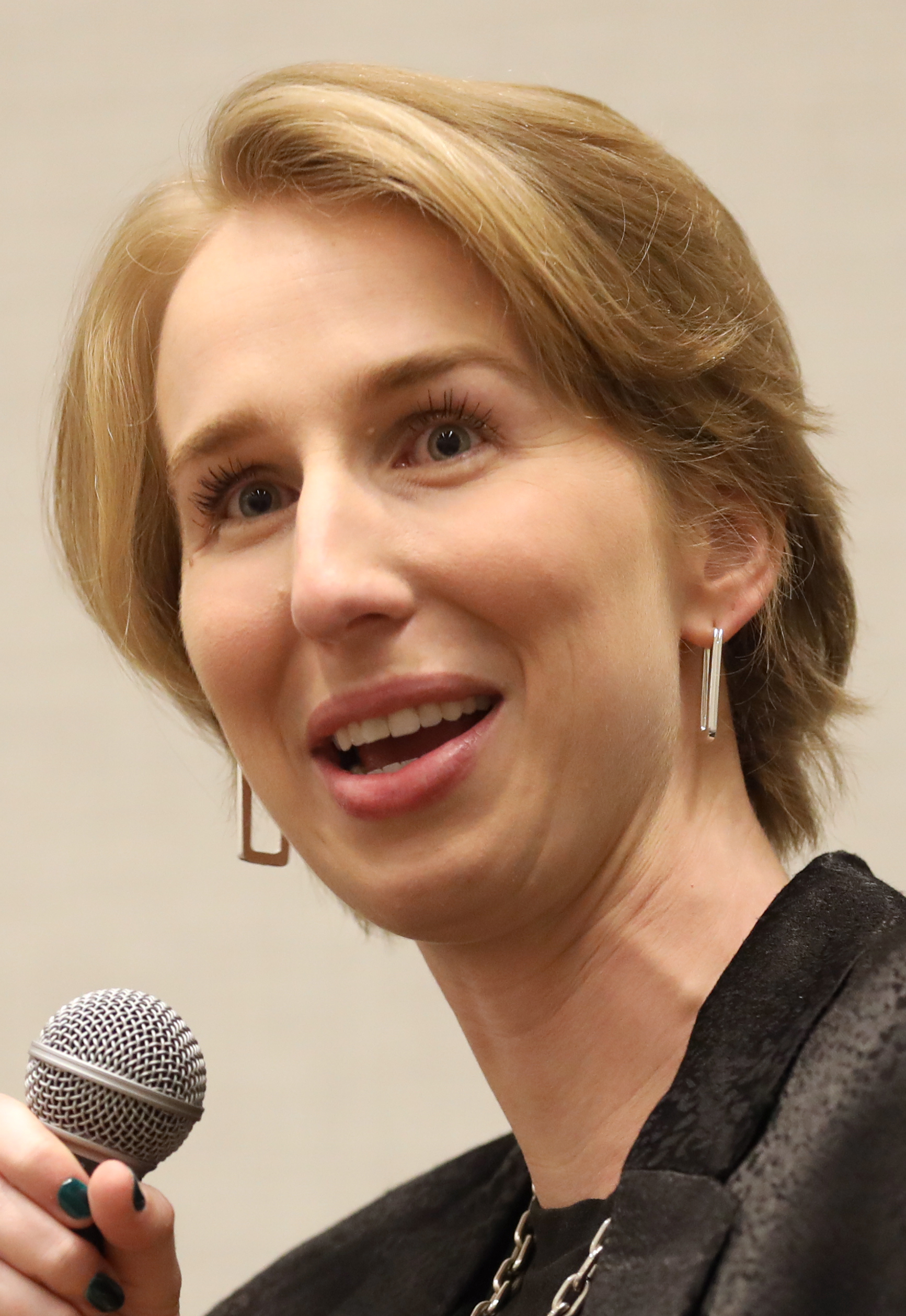
Maggie Robertson ganó el premio a la mejor interpretación por su papel de Lady Dimitrescu en Resident Evil Village.

| - It Takes Two – Hazelight Studios / Electronic Arts ‡ - Deathloop – Arkane Studios / Bethesda Softworks - Metroid Dread – MercurySteam / Nintendo - Psychonauts 2 – Double Fine / Xbox Game Studios - Ratchet & Clank: Una dimensión aparte – Insomniac Games / Sony Interactive Entertainment - Resident Evil Village – Capcom | - Deathloop – Arkane Studios / Bethesda Softworks ‡ - It Takes Two – Hazelight Studios / Electronic Arts - Psychonauts 2 – Double Fine / Xbox Game Studios - Ratchet & Clank: Una dimensión aparte – Insomniac Games / Sony Interactive Entertainment - Returnal – Housemarque / Sony Interactive Entertainment        |
| Mejor narrativa | Mejor dirección artística |
| - Marvel's Guardians of the Galaxy – Eidos Montreal / Square Enix ‡ - Deathloop – Arkane Studios / Bethesda Softworks - It Takes Two – Hazelight Studios / Electronic Arts - Life Is Strange: True Colors – Deck Nine / Square Enix - Psychonauts 2 – Double Fine / Xbox Game Studios                                            | - Deathloop – Arkane Studios / Bethesda Softworks ‡ - Kena: Bridge of Spirits – Ember Lab - Psychonauts 2 – Double Fine / Xbox Game Studios - Ratchet & Clank: Una dimensión aparte – Insomniac Games / Sony Interactive Entertainment - The Artful Escape – Beethoven & Dinosaur / Annapurna Interactive              |
| Mejor partitura y música | Mejor diseño de audio |
| - Nier Replicant ver 1.22474487139 – Keiichi Okabe ‡ - Cyberpunk 2077 – Marcin Przybyłowicz and Piotr T. Adamczyk - Deathloop – Tom Salta - Marvel's Guardians of the Galaxy – Richard Jacques - The Artful Escape – Johnny Galvatron y Josh Abrahams                                                                            | - Forza Horizon 5 – Playground Games / Xbox Game Studios ‡ - Deathloop – Arkane Studios / Bethesda Softworks - Ratchet & Clank: Una dimensión aparte – Insomniac Games / Sony Interactive Entertainment - Resident Evil Village – Capcom - Returnal – Housemarque / Sony Interactive Entertainment                     |
| Mejor rendimiento | Juegos de impacto |
| - Maggie Robertson como Lady Dimitrescu – Resident Evil Village ‡ - Erika Mori como Alex Chen – Life Is Strange: True Colors - Giancarlo Esposito como Antón Castillo – Far Cry 6 - Jason E. Kelley como Colt Vahn – Deathloop - Ozioma Akagha como Juliana Blake – Deathloop                                                    | - Life Is Strange: True Colors – Deck Nine / Square Enix ‡ - Before Your Eyes – GoodbyeWorld Games / Skybound Games - Boyfriend Dungeon – Kitfox Games - Chicory: A Colorful Tale – Greg Lobanov / Finji - No Longer Home – Humble Grove / Fellow Traveller                                                            |
| Mejor juego en curso | Mejor juego independiente |
| - Final Fantasy XIV – Square Enix ‡ - Apex Legends – Respawn Entertainment / Electronic Arts - Call of Duty: Warzone – Raven Software / Activision - Fortnite – Epic Games - Genshin Impact – miHoYo | - Kena: Bridge of Spirits – Ember Lab ‡ - 12 Minutes – Luís António / Annapurna Interactive - Death's Door – Acid Nerve / Devolver Digital - Inscryption – Daniel Mullins Games / Devolver Digital - Loop Hero – Four Quarters / Devolver Digital                                                                      |
| Mejor juego para móvil | Mejor apoyo comunitario |
| - Genshin Impact – miHoYo ‡ - Fantasian – Mistwalker - League of Legends: Wild Rift – Riot Games - Marvel Future Revolution – Netmarble / Marvel Games - Pokémon Unite – TiMi Studio / The Pokémon Company | - Final Fantasy XIV – Square Enix ‡ - Apex Legends – Respawn Entertainment / Electronic Arts - Destiny 2: Beyond Light – Bungie - Fortnite – Epic Games - No Man's Sky – Hello Games |
| Mejor juego VR / AR | Innovación en accesibilidad |
| - Resident Evil 4 – Armature Studio / Capcom / Oculus Studios ‡ - Hitman 3 – IO Interactive - I Expect You to Die 2: The Spy and the Liar – Schell Games - Lone Echo II – Ready at Dawn / Oculus Studios - Sniper Elite VR – Coatsink / Just Add Water / Rebellion Developments                                                  | - Forza Horizon 5 – Playground Games / Xbox Game Studios ‡ - Far Cry 6 – Ubisoft - Marvel's Guardians of the Galaxy – Eidos Montreal / Square Enix - Ratchet & Clank: Una dimensión aparte – Insomniac Games / Sony Interactive Entertainment - The Vale: Shadow of the Crown – Falling Squirrel                       |
| Mejor juego de acción | Mejor juego de acción y aventura |
| - Returnal – Housemarque / Sony Interactive Entertainment ‡ - Back 4 Blood – Turtle Rock Studios / WB Games - Chivalry 2 – Torn Banner Studios / Tripwire Interactive - Deathloop – Arkane Studios / Bethesda Softworks - Far Cry 6 – Ubisoft                                                                                    | - Metroid Dread – MercurySteam / Nintendo ‡ - Marvel's Guardians of the Galaxy – Eidos Montreal / Square Enix - Psychonauts 2 – Double Fine / Xbox Game Studios - Ratchet & Clank: Una dimensión aparte – Insomniac Games / Sony Interactive Entertainment - Resident Evil Village – Capcom                            |
| Mejor juego de rol | Mejor juego de lucha |
| - Tales of Arise – Bandai Namco Studios / Bandai Namco Entertainment ‡ - Cyberpunk 2077 – CD Projekt RED - Monster Hunter Rise – Capcom - Scarlet Nexus – Bandai Namco Studios / Tose / Bandai Namco - Shin Megami Tensei V – Atlus / Sega                                                                                       | - Guilty Gear Strive – Arc System Works ‡ - Demon Slayer: Kimetsu no Yaiba – The Hinokami Chronicles – CyberConnect2 / Sega - Melty Blood: Type Lumina – French Bread / Delightworks - Nickelodeon All-Star Brawl – Ludosity / Fair Play Labs / GameMill Entertainment - Virtua Fighter 5: Ultimate Showdown – Sega    |
| Mejor juego familiar | Mejor juego de deportes y carreras |
| - It Takes Two – Hazelight Studios / Electronic Arts ‡ - Mario Party Superstars – NDcube / Nintendo - New Pokémon Snap – Bandai Namco Studios / The Pokémon Company - Super Mario 3D World + Bowser's Fury – Nintendo - WarioWare: Get It Together! – Nintendo                                                                   | - Forza Horizon 5 – Playground Games / Xbox Game Studios ‡ - F1 2021 – Codemasters / EA Sports - FIFA 22 – EA Vancouver / EA Sports - Hot Wheels Unleashed – Milestone - Riders Republic – Ubisoft |
| Mejor juego de simulación y estrategia | Mejor juego multijugador |
| - Age of Empires IV – Relic Entertainment / Xbox Game Studios ‡ - Evil Genius 2: World Domination – Rebellion Developments - Humankind – Amplitude Studios / Sega - Inscryption – Daniel Mullins Games / Devolver Digital - Microsoft Flight Simulator – Asobo Studio / Xbox Game Studios                                        | - It Takes Two – Hazelight Studios / Electronic Arts ‡ - Back 4 Blood – Turtle Rock Studios / WB Games - Knockout City – Velan Studios / Electronic Arts - Monster Hunter Rise – Capcom - New World – Amazon Games - Valheim – Iron Gate Studio / Coffee Stain Studios                                                 |
| Mejor primer juego independiente | Juego más esperado |
| - Kena: Bridge of Spirits – Ember Lab ‡ - Sable – Shedworks / Raw Fury - The Artful Escape – Beethoven & Dinosaur / Annapurna Interactive - The Forgotten City – Modern Storyteller / Dear Villager - Valheim – Iron Gate Studio / Coffee Stain Studios                                                                          | - Elden Ring – FromSoftware / Bandai Namco ‡ - God of War: Ragnarök – Santa Monica Studio / Sony Interactive Entertainment - Horizon Forbidden West – Guerrilla Games / Sony Interactive Entertainment - The Legend of Zelda: Tears of the Kingdom – Nintendo - Starfield – Bethesda Game Studios / Bethesda Softworks |
| Players' Voice | |
| - Halo Infinite – 343 Industries / Xbox Game Studios ‡ - Forza Horizon 5 – Playground Games / Xbox Game Studios - It Takes Two – Hazelight Studios / Electronic Arts - Metroid Dread – MercurySteam / Nintendo - Resident Evil Village – Capcom                                                                                  | |

#### Deportes electrónicos y creadores
| Mejor juego de deportes electrónicos | Mejor jugador de deportes electrónicos                                                                                              |
| --- | --- |
| - League of Legends – Riot Games ‡ - Call of Duty – Activision - Counter-Strike: Global Offensive – Valve - Dota 2 – Valve - Valorant – Riot Games                                        | - Oleksandr «s1mple» Kostyliev ‡ - Chris «Simp» Lehr - Heo «ShowMaker» Su - Magomed «Collapse» Khalilov - Tyson «TenZ» Ngo          |
| Mejor equipo de deportes electrónicos | Mejor entrenador de deportes electrónicos                                                                                           |
| - Natus Vincere (Counter-Strike: Global Offensive) ‡ - DAMWON KIA (League of Legends) - Atlanta FaZe (Call of Duty) - Sentinels (Valorant) - Team Spirit (Dota 2)                         | - Kim «kkOma» Jeong-gyun ‡ - Airat «Silent» Gaziev - Andrey «Engh» Sholokhov - Andrei «B1ad3» Horodenskyi - James «Crowder» Crowder |
| Mejor evento de deportes electrónicos | Creador de contenidos del año |
| - Campeonato Mundial de League of Legends 2021 ‡ - The International 10 - PGL Major Stockholm 2021 - PUBG Mobile Global Championship 2020 - 2021 Valorant Champions Tour: Stage 2 Masters | - Dream ‡ - Leslie «Fuslie» Fu - Alexandre «Gaules» Borba - Ibai Llanos - David «TheGrefg» Cánovas                                  |
| Ciudadanos globales del juego | |
| - The Drag Stream Community - Deere - Samira Close - Kahlief Adams (Spawn on Me) - Anisa Sanusi (Limit Break)                                                                             | |

### Juegos con múltiples nominaciones y premios

#### Varias nominaciones
Deathloop recibió el mayor número de nominaciones, con nueve. Otros juegos con múltiples nominaciones fueron It Takes Two y Ratchet & Clank: Una dimensión aparte con seis, y Psychonauts 2 y Resident Evil Village con cinco. Xbox Game Studios lideró la lista de editores con trece nominaciones, seguida de Sony Interactive Entertainment y Electronic Arts, con once, y Bethesda Softworks  y Square Enix con diez.
| Candidaturas | Juego                                 |
| ------------ | ------------------------------------- |
| 9            | Deathloop                             |
| 6            | It Takes Two                          |
| 6            | Ratchet & Clank: Una dimensión aparte |
| 5            | Psychonauts 2                         |
| 5            | Resident Evil Village                 |
| 4            | Forza Horizon 5                       |
| 4            | Marvel's Guardians of the Galaxy      |
| 3            | The Artful Escape                     |
| 3            | Far Cry 6                             |
| 3            | Kena: Bridge of Spirits               |
| 3            | Life Is Strange: True Colors          |
| 3            | Metroid Dread                         |
| 3            | Returnal                              |
| 2            | Apex Legends                          |
| 2            | Back 4 Blood                          |
| 2            | Cyberpunk 2077                        |
| 2            | Final Fantasy XIV                     |
| 2            | Fortnite                              |
| 2            | Genshin Impact                        |
| 2            | Inscryption                           |
| 2            | Monster Hunter Rise                   |
| 2            | Valheim                               |

| Candidaturas | Editorial                      |
| ------------ | ------------------------------ |
| 13           | Xbox Game Studios              |
| 11           | Electronic Arts                |
| 11           | Sony Interactive Entertainment |
| 10           | Bethesda Softworks             |
| 10           | Square Enix                    |
| 8            | Capcom                         |
| 7            | Nintendo                       |
| 4            | Annapurna Interactive          |
| 4            | Devolver Digital               |
| 4            | Sega                           |
| 4            | Ubisoft                        |
| 3            | Bandai Namco                   |
| 3            | Ember Lab                      |
| 3            | Riot Games                     |
| 2            | Activision                     |
| 2            | CD Projekt                     |
| 2            | Coffee Stain Studios           |
| 2            | Epic Games                     |
| 2            | miHoYo                         |
| 2            | The Pokémon Company            |
| 2            | Valve                          |
| 2            | WB Games                       |

#### Múltiples premios
Forza Horizon 5 e It Takes Two lideraron el espectáculo con tres victorias cada uno, seguidos de Deathloop, Final Fantasy XIV y Kena: Bridge of Spirits con dos premios cada uno. Square Enix y Xbox Game Studios se llevaron un total de cinco premios cada una, mientras que Electronic Arts se hizo con tres.
| Premios | Juego                   |
| Awards  | Game                    |
| ------- | ----------------------- |
| 3       | Forza Horizon 5         |
| 3       | It Takes Two            |
| 2       | Deathloop               |
| 2       | Final Fantasy XIV       |
| 2       | Kena: Bridge of Spirits |

| Premios | Editorial          |
| ------- | ------------------ |
| 5       | Square Enix        |
| 5       | Xbox Game Studios  |
| 3       | Electronic Arts    |
| 2       | Bandai Namco       |
| 2       | Bethesda Softworks |
| 2       | Ember Lab          |

## Presentadores y artistas

### Presentadores
Las siguientes personas, enumeradas por orden de aparición, presentaron premios o trailers. Todos los demás premios fueron presentados por Keighley o Goodman.
| Nombre             | Papel                                                                    |
| ------------------ | ------------------------------------------------------------------------ |
| Giancarlo Esposito | Entrega del premio al mejor juego independiente                          |
| Laura Bailey       | Entrega del premio a la mejor interpretación                             |
| Ashley Johnson     | Entrega del premio a la mejor interpretación                             |
| Sam Lake           | Presentado el tráiler de anuncio de Alan Wake 2                          |
| Ben Schwartz       | Presentado el tráiler de Sonic 2, la película                            |
| Simu Liu           | Entrega del premio al mejor juego de acción                              |
| Aaryn Flynn        | Presentado el tráiler de anuncio de Nightingale                          |
| Hideo Kojima       | Presentado el tráiler de El callejón de las almas perdidas               |
| Guillermo del Toro | Entrega del premio a la mejor dirección artística                        |
| Aerial Powers      | Entrega del premio al mejor juego para móviles                           |
| Ming-Na Wen        | Entrega del premio a la mejor narrativa                                  |
| Debra Wilson       | Presentado el tráiler gameplay de Suicide Squad: Kill the Justice League |
| Ella Balinska      | Presentado el tráiler de Forspoken                                       |
| Tim Willits        | Presentado el tráiler de Forspoken                                       |
| Paul George        | Entrega del premio al mejor juego de acción y aventura                   |
| Will Arnett        | Presentado el tráiler de Tiny Tina's Wonderlands                         |
| Ashly Burch        | Presentado el tráiler de Tiny Tina's Wonderlands                         |
| Reggie Fils-Aimé   | Entrega del premio al mejor juego continuo                               |
| Morgan Baker       | Entrega del premio a la Innovación en Accesibilidad                      |
| Jacksepticeye      | Entrega del premio a la Innovación en Accesibilidad                      |
| Simon Viklund      | Presentado el tráiler de lanzamiento de GTFO                             |
| Donald Mustard     | Entrega del premio a la mejor dirección de juego                         |
| Carrie-Anne Moss   | Presentado el tráiler revelación de The Matrix Awakens                   |
| Keanu Reeves       | Presentado el tráiler revelación de The Matrix Awakens                   |
| Neil Druckmann     | Entrega del premio al Juego del año                                      |

### Artistas
Las siguientes personas o grupos interpretaron números musicales. Todas las actuaciones estuvieron respaldadas por la Game Awards Orchestra, dirigida por Lorne Balfe.
| Nombre                    | Canción                              | Juego(s) / espectáculo(s)             |
| ------------------------- | ------------------------------------ | ------------------------------------- |
| Sting                     | «What Could Have Been»               | Arcane                                |
| Julie Elven               | «Promise of the West»                | Horizon Forbidden West                |
| Lia Booth                 | «The Delicious Last Course Overture» | Cuphead: The Delicious Last Course    |
| Adryon de León            | «The Delicious Last Course Overture» | Cuphead: The Delicious Last Course    |
| Natalie Hanna Mendoza     | «The Delicious Last Course Overture» | Cuphead: The Delicious Last Course    |
| Luena                     | "ROCKSTAR"                           | DokeV                                 |
| Ashley Barrett            | «Build That Wall (Zia's Theme)»      | Bastion                               |
| Darren Korb               | «Build That Wall (Zia's Theme)»      | Bastion                               |
| Imagine Dragons           | «Enemy»                              | Arcane                                |
| J.I.D                     | «Enemy»                              | Arcane                                |
| The Game Awards Orchestra | Juego del año                        | Deathloop                             |
| The Game Awards Orchestra | Juego del año                        | It Takes Two                          |
| The Game Awards Orchestra | Juego del año                        | Metroid Dread                         |
| The Game Awards Orchestra | Juego del año                        | Psychonauts 2                         |
| The Game Awards Orchestra | Juego del año                        | Ratchet & Clank: Una dimensión aparte |
| The Game Awards Orchestra | Juego del año                        | Resident Evil Village                 |

## Audiencia y recepción

### Candidatos
Algunos periodistas consideraron que Forza Horizon 5 y Returnal fueron desairados en las nominaciones a la categoría de Juego del año de la gala. Matthew Byrd de Den of Geek criticó la ausencia de nominaciones para The Forgotten City en la categoría de Mejor Narrativa, Hitman 3 en la de Mejor Juego de Acción/Aventura y Unpacking en la de Mejor Juego Independiente, y consideró inmerecidas las nominaciones de Cyberpunk 2077 como Mejor Juego de Rol y Far Cry 6 como Mejor Juego de Acción. John Higgs de Game Rant también considera que Unpacking es uno de los mayores desaires. Josh Coulson de TheGamer consideró que The Forgotten City, Lost Judgment y MLB The Show 21 pasaron desapercibidos, y que Keanu Reeves merecía una nominación por su papel de Johnny Silverhand en Cyberpunk 2077. Rachel Kaser de VentureBeat elogió la diversidad de los nominados a la mejor interpretación.

### Ceremonia
La feria tuvo una acogida desigual por parte de las publicaciones de los medios de comunicación. A Liam Croft de Push Square le gustaron los nuevos anuncios y señaló que seguían mejorando cada año. Steffan Powell de la BBC consideró que el anuncio de Wonder Woman fue la mayor sorpresa, y Ari Notis de Kotaku considera que Have a Nice Death es una de las mejores revelaciones. Dean Takahashi de VentureBeat alabó los anuncios y describió The Matrix Awakens como «una de las demostraciones más inspiradoras de la gala», y consideró que los ganadores eran merecidos y se centraban en «la innovación y la jugabilidad por encima de las marcas»; señaló que la gala demostró el éxito generalizado de la industria del videojuego con presentadores y artistas como Reeves, Liu, Sting e Imagine Dragons. Kellen Browning de The New York Times calificó el programa de «una especie de vuelta de la victoria para la comunidad de los videojuegos», identificando su cruce con otros medios de entretenimiento.
Schreier de Bloomberg News describió el espectáculo como «una experiencia agotadora» tras la ceremonia virtual de 2020, y escuchó a miembros del público presencial quejarse del «bombardeo incesante de tráilers» y de la duración del espectáculo. En The Washington Post, Nathan Grayson afirmó que el público dejó de prestar atención hacia el final del espectáculo, y Shannon Liao dijo que algunos abandonaban el recinto al menos diez minutos antes de la conclusión; Grayson describió algunos de los discursos de los presentadores como «jocosos, enlatados», y consideró que al espectáculo le faltaban «momentos inesperados en directo que capten la atención de todo el mundo» como en ceremonias anteriores. Wesley Yin-Poole de Eurogamer se hizo eco de esta última opinión y escribió que «la parte de los premios de The Game Awards pareció precipitada». Todd Marten de Los Angeles Times también opinó que la ceremonia dedicó más tiempo a los anuncios que a los premios, y criticó la falta de activismo en comparación con la reacción de otras galas de premios como los Óscar y los Globos de Oro; disfrutó con el avance de la serie de televisión Halo y las actuaciones de Imagine Dragons y Sting, pero arremetió contra el discurso de aceptación del Metroid Dread de Doug Bowser, que calificó de «discursos de marketing de golpe y porrazo». Stanton de PC Gamer cree que la feria debería reducirse a la mitad y centrarse únicamente en anuncios para convertirse en «el verdadero E3 digital». A Gavin Lane de Nintendo Life no le gustó que, a pesar de la duración del espectáculo, se entregaran varios premios durante el preshow.

### Audiencia
Se utilizaron más de 85 millones de retransmisiones en directo para ver la ceremonia, la mayor cantidad en la historia del espectáculo hasta la fecha. En Twitch, el programa recibió un total de 3,35 millones de espectadores, incluidas las retransmisiones conjuntas de los canales participantes, y el rendimiento en el canal oficial del programa en YouTube aumentó un 14 % respecto al año anterior, con más de 1,75 millones de horas vistas. En Twitter, se hicieron 1,6 millones de tuits sobre el evento -la mayor cantidad en la historia del programa- y encabezó las tendencias por octavo año consecutivo, con un pico de 11 de las 30 principales tendencias relacionadas con el programa.